# Волоха, Пётр Федосеевич
Пётр Федосеевич Волоха (1939—2020) — советский хозяйственный, государственный и политический деятель, Герой Социалистического Труда.

## Биография
Родился в 1939 году в селе Плоское. Член КПСС.
С 1955 года — на хозяйственной, общественной и политической работе. В 1955—2006 гг. — рабочий в колхозе села Плоское, заправщик-учётчик Бобрицкой машинно-тракторной станции, учётчик тракторной бригады колхоза имени Ленина, заведующий ремонтной мастерской, механик совхоза «Заря» села Свитильное Броварского района, директор ордена Октябрьской Революции совхоза «Плосковский» Броварского района Киевской области Украинской ССР.
Указом Президиума Верховного Совета СССР от 7 июля 1986 года присвоено звание Героя Социалистического Труда с вручением ордена Ленина и золотой медали «Серп и Молот».
Избирался народным депутатом СССР.
Жил в селе Плоское.